# Mănăstirea Mraconia

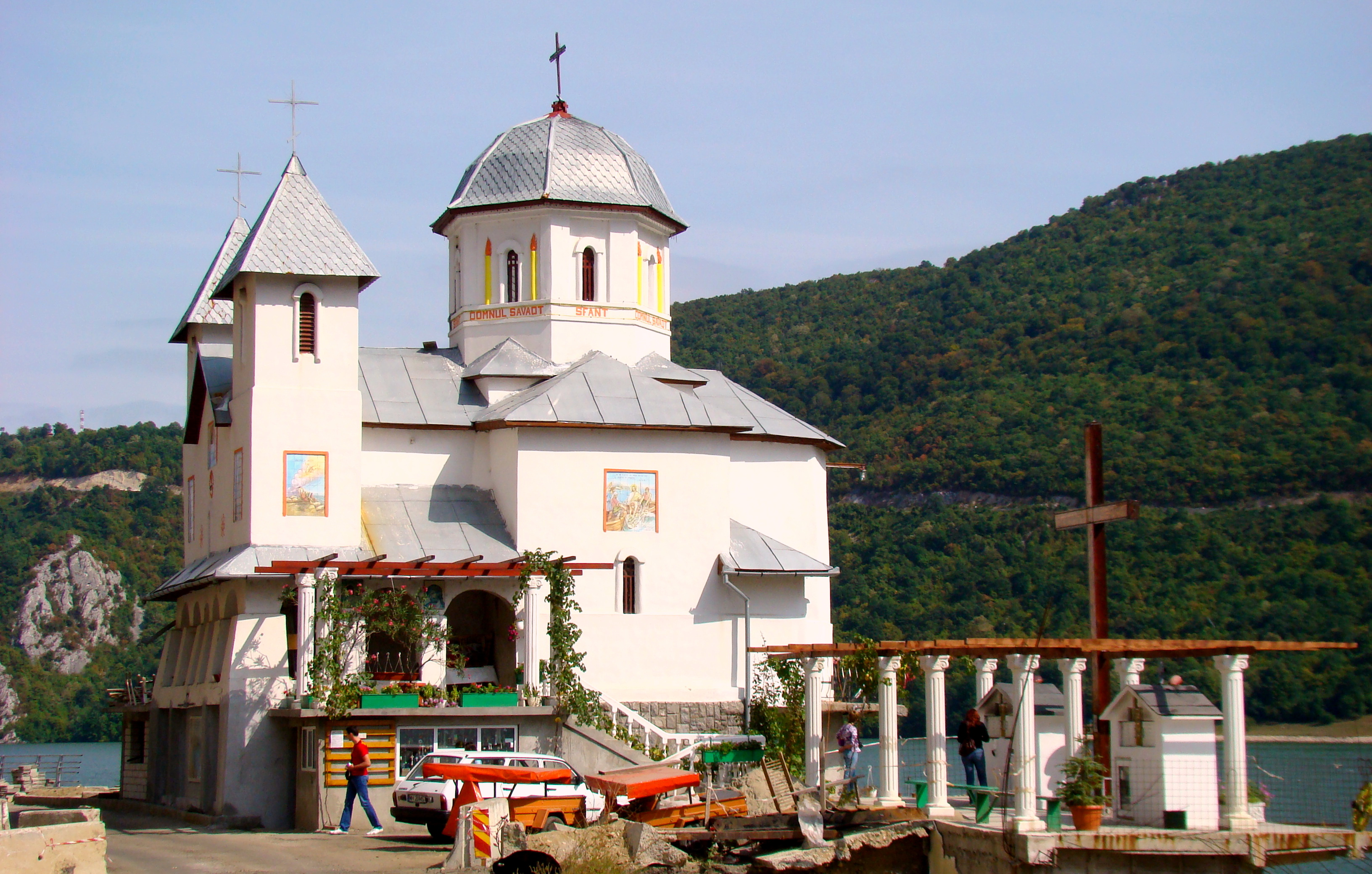
Mănăstirea Mraconia (septembrie 2009)

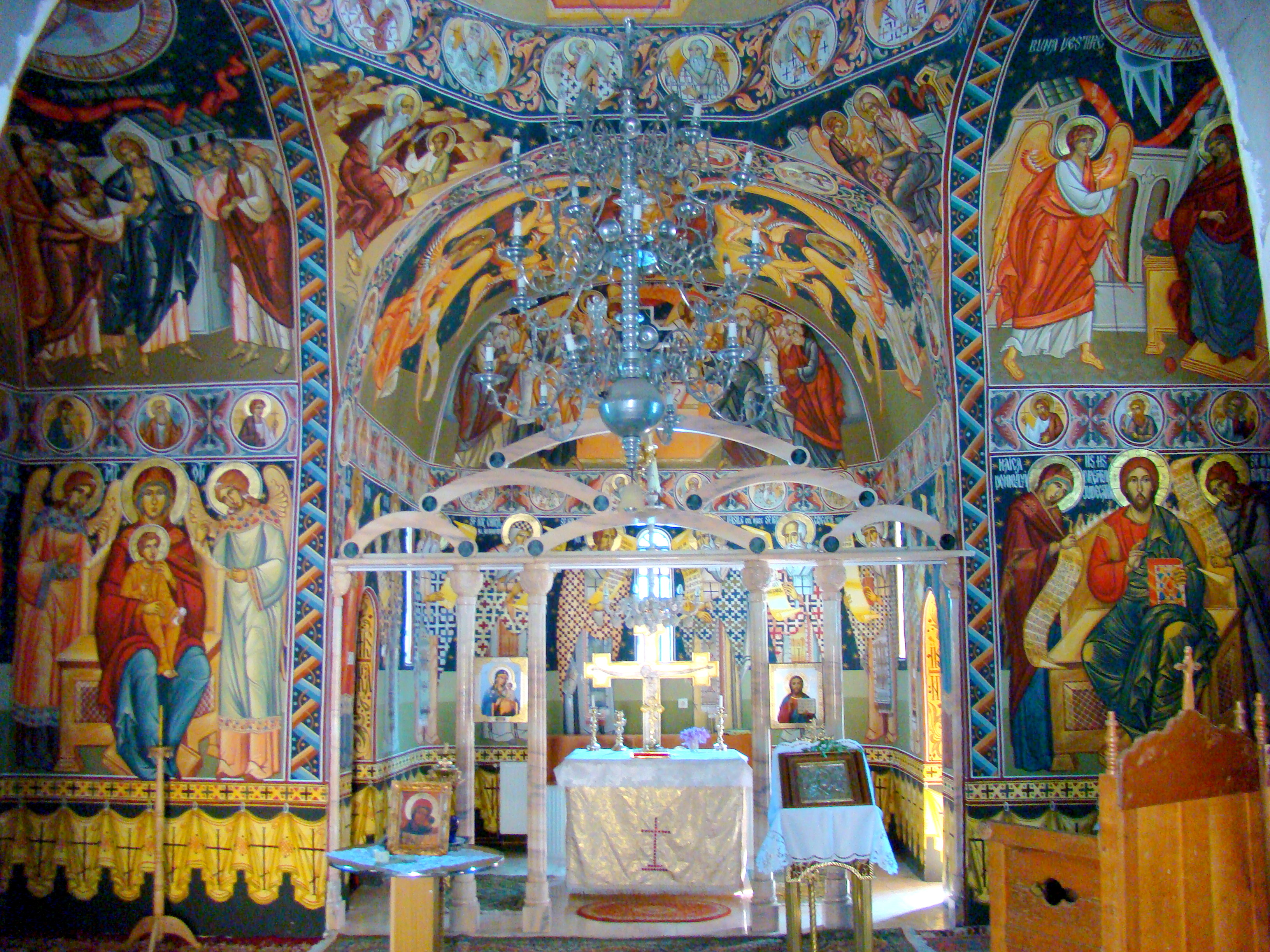
Nava spre altar

Mănăstirea Mraconia  este o mănăstire ortodoxă aflată în Defileul Dunării, pe teritoriul administrativ al  comunei Dubova, la o distanță de 15 kilometri față de orașul Orșova.

## Istoric
Actuala mănăstire este construită pe locul fostei mănăstiri Mraconia, de pe valea cu același nume, ridicată în anul 1523 de banul Nicola Gârlișteanu, dregătorul regiunii de graniță a Caransebeșului și Lugojului și care se afla sub jurisdicția Episcopiei de la Vârșeț. Biserica avea hramul Sfântului Prooroc Ilie. A fost distrusă în timpul războiului ruso-austro-turc (1787-1792), fiind refăcută și demolată ulterior de regimul comunist, în 1967, datorită realizării hidrocentralei și lacului de acumulare de la Portile de Fier. Când nivelul Dunării scade foarte mult, se mai pot observa ruinele în formă de cruce ale vechiului lăcaș de cult. De la vechea biserică se mai păstrează doar ușile împărătești și o candelă, care se află la muzeul parohial din Eșelnița.
După unele mărturii documentare, mănăstirea Mraconia a existat încă de pe la jumătatea secolului al XV-lea. Cronicarul Nicolae Stoica de Hațeg, fost protopop al Mehadiei, scria într-o cronică din anul 1829 că „de frica turcilor, și îndeosebi după bătălia nefericită de la Varna și după ocuparea Constantinopolului în 1453, călugării de la Mraconia s-au refugiat la Orșova".
După anul 1989, Mitropolitul Olteniei a avut inițiativa de a reînființa Mănăstirea Mraconia, în 1993 s-a pus piatra de temelie a noii biserici, lucrările fiind terminate în 1999-2000. Biserica actuală este construită din cărămidă, în formă de cruce, compartimentată în altar, naos, pronaos și pridvor deschis și  are hramurile „Sfinții Arhangheli Mihail și Gavriil” și „Sfânta Treime”.

## Imagini

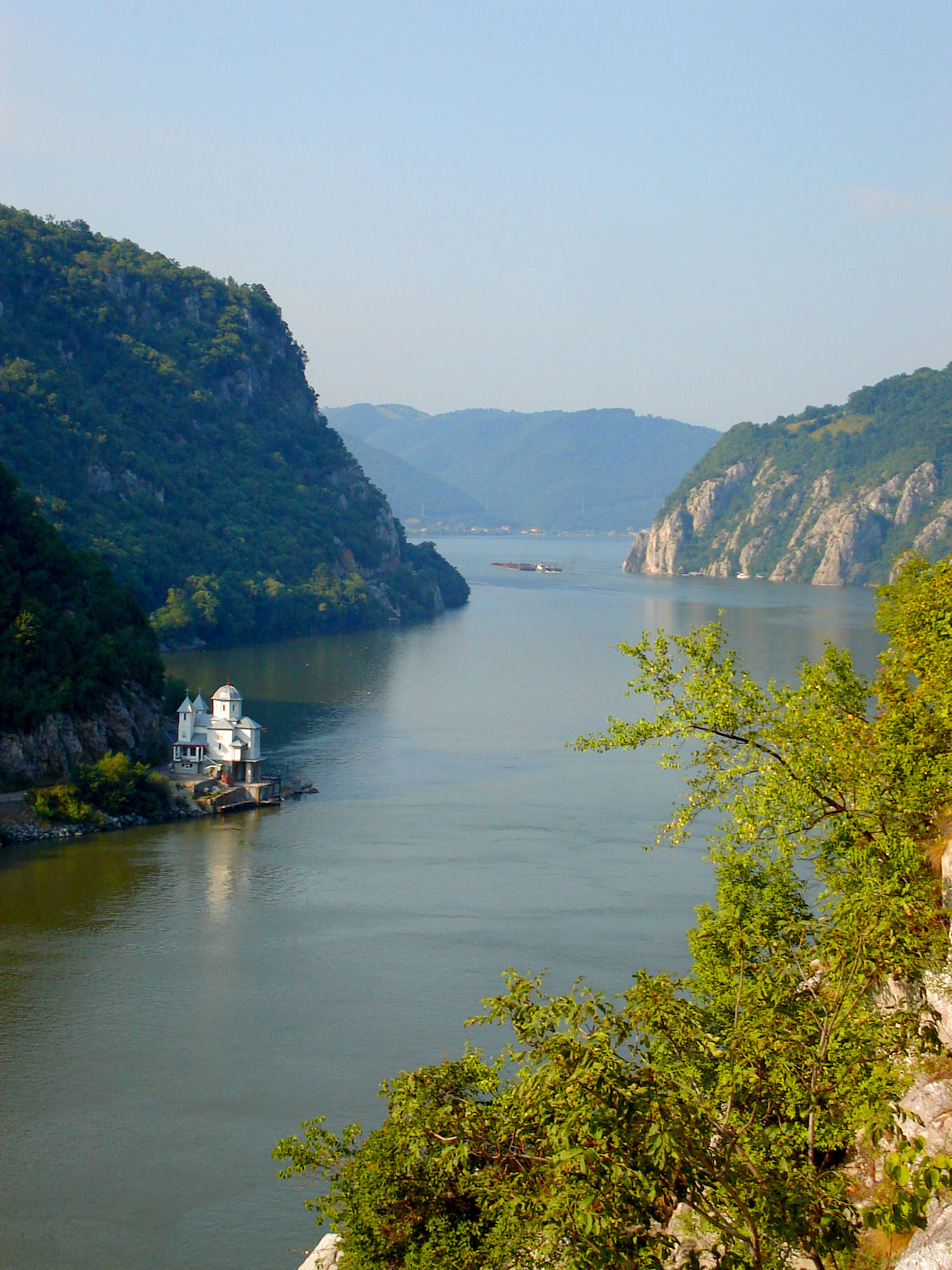
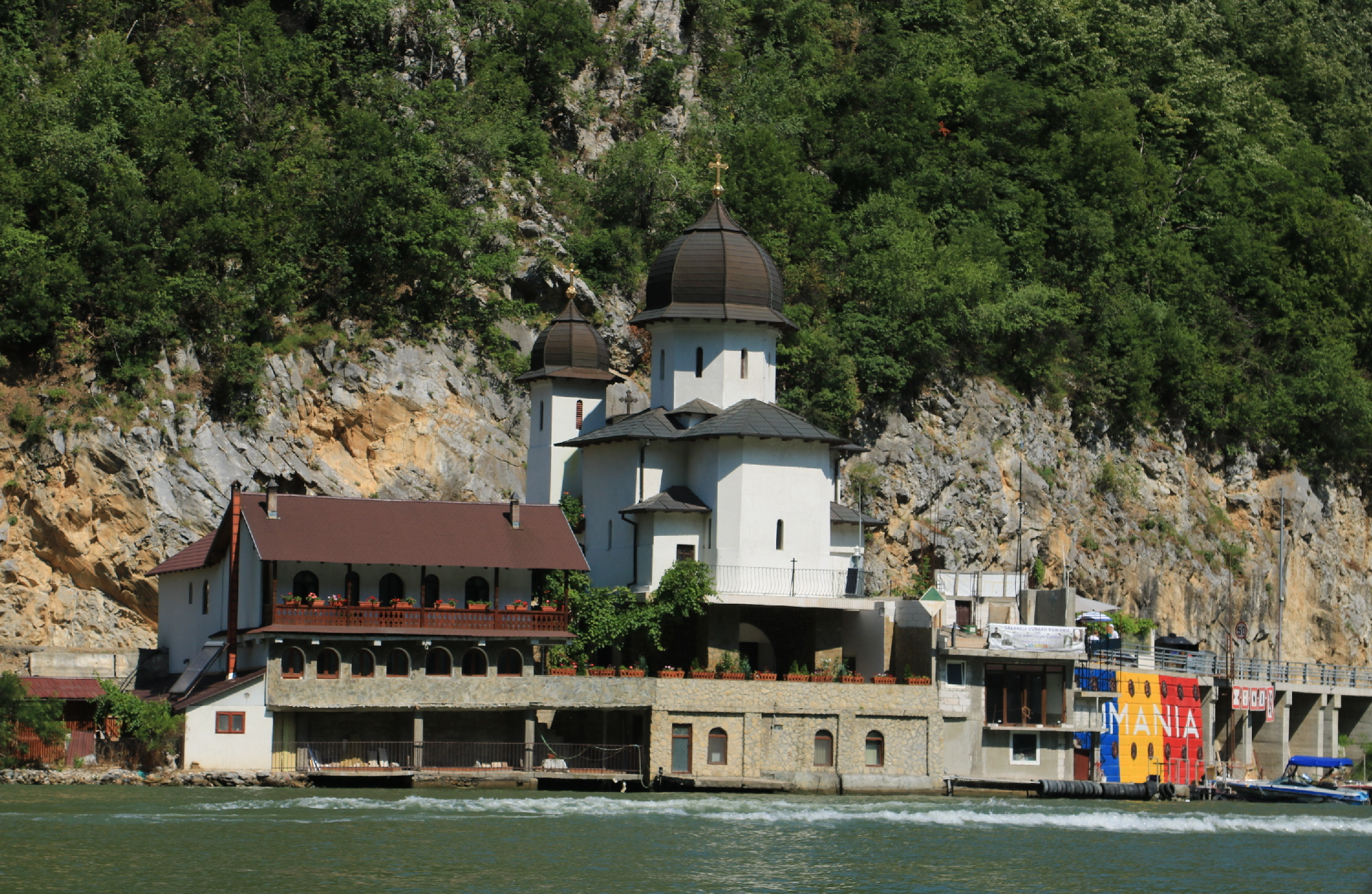
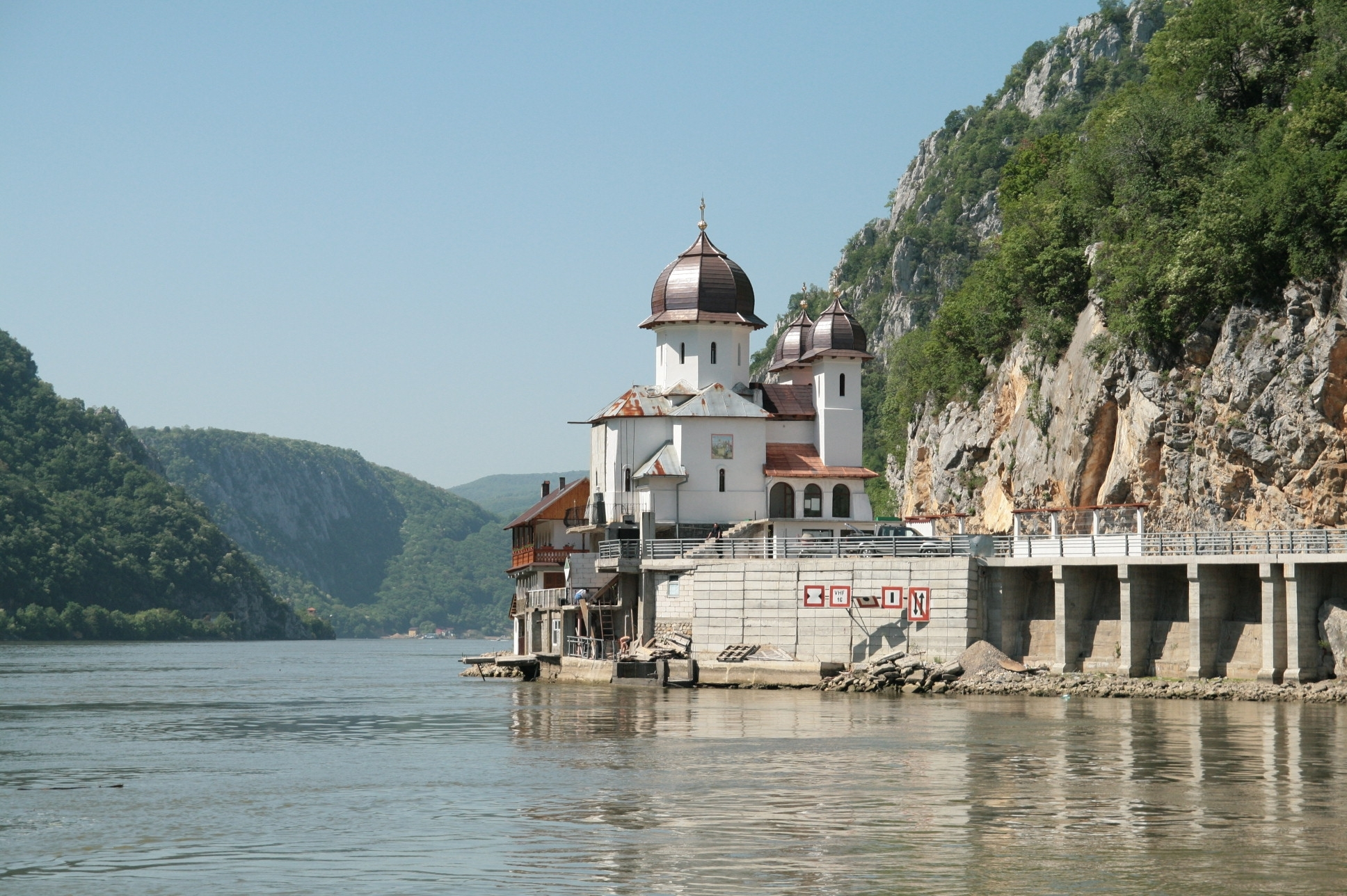
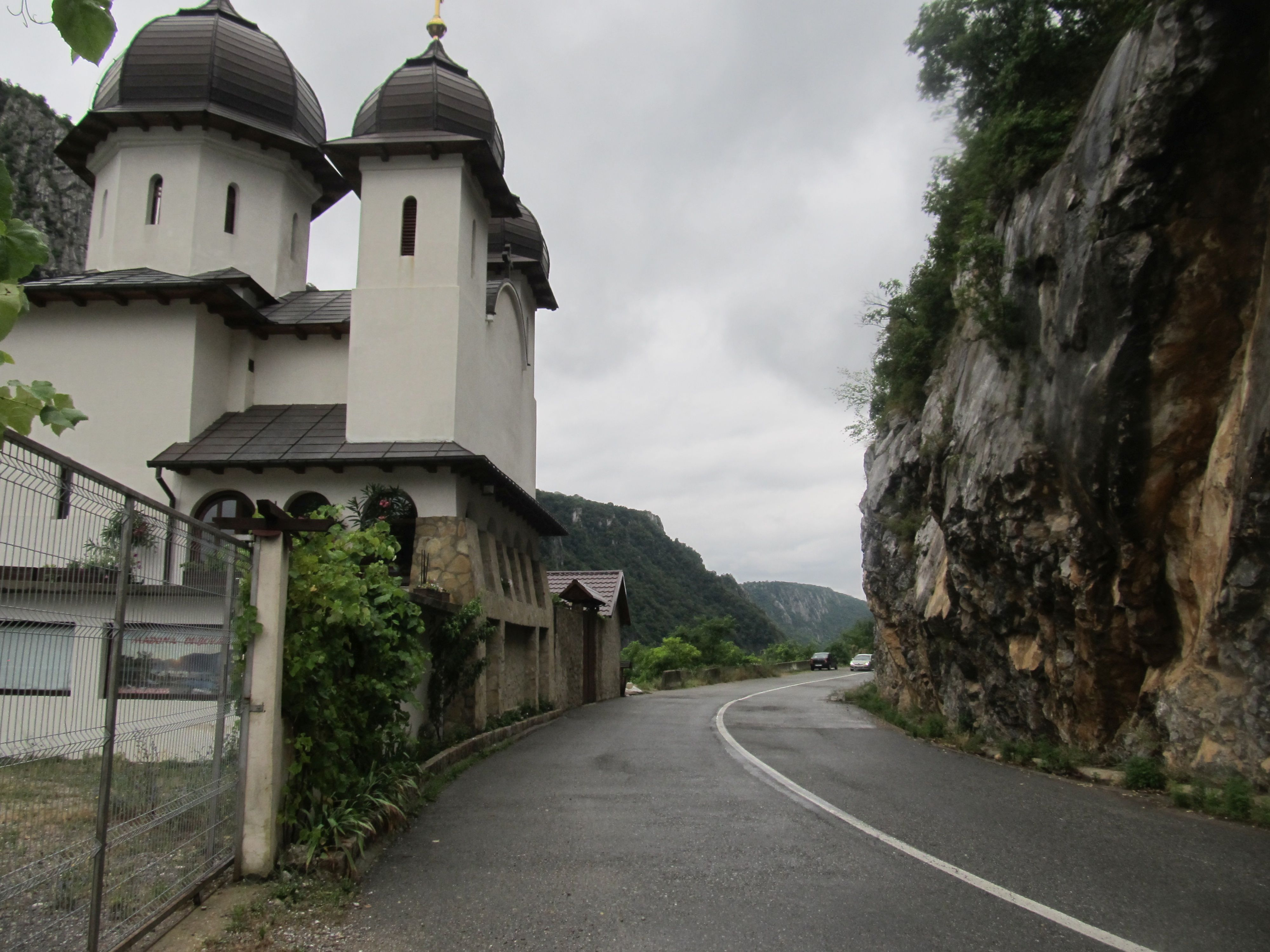
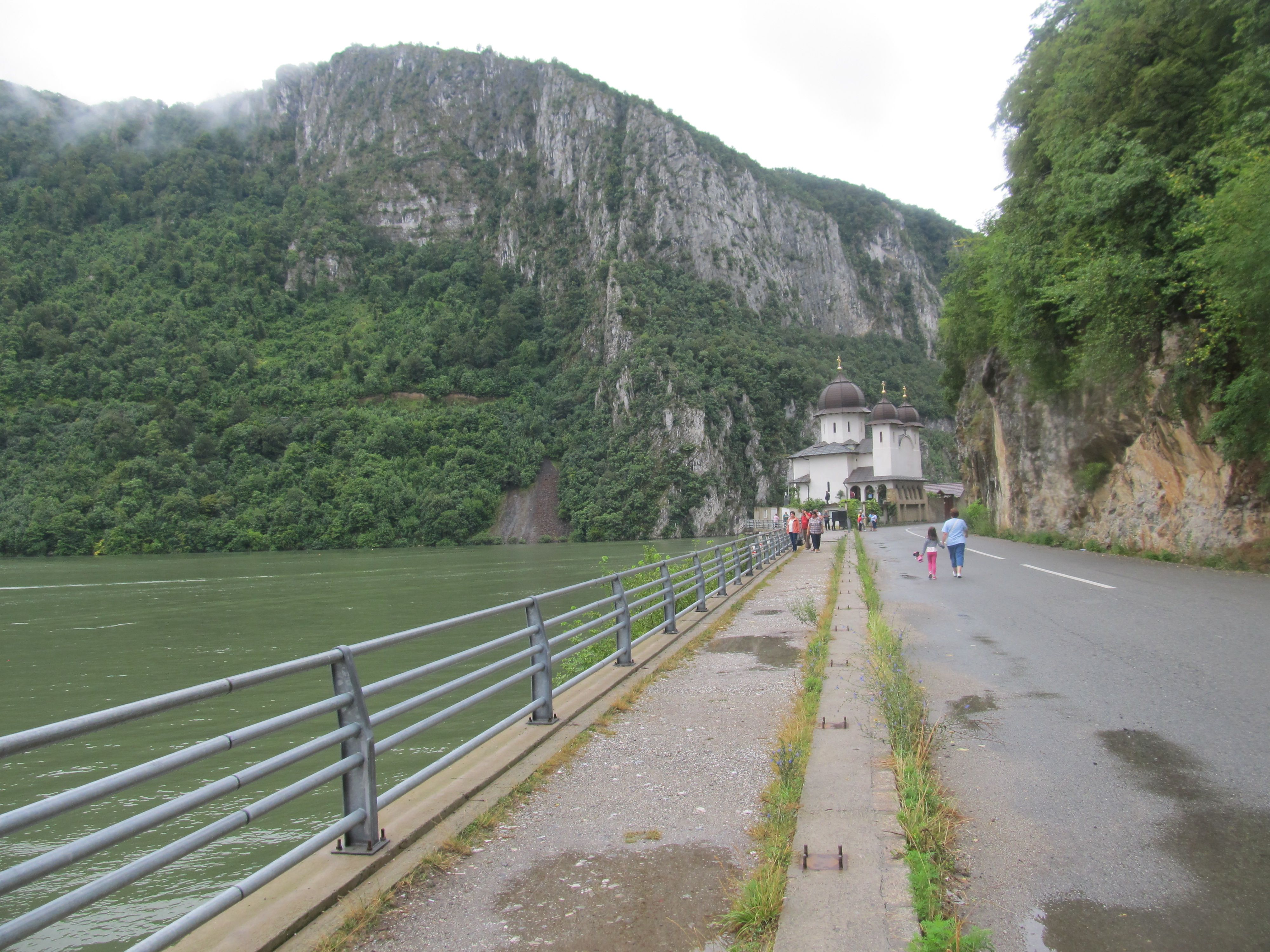
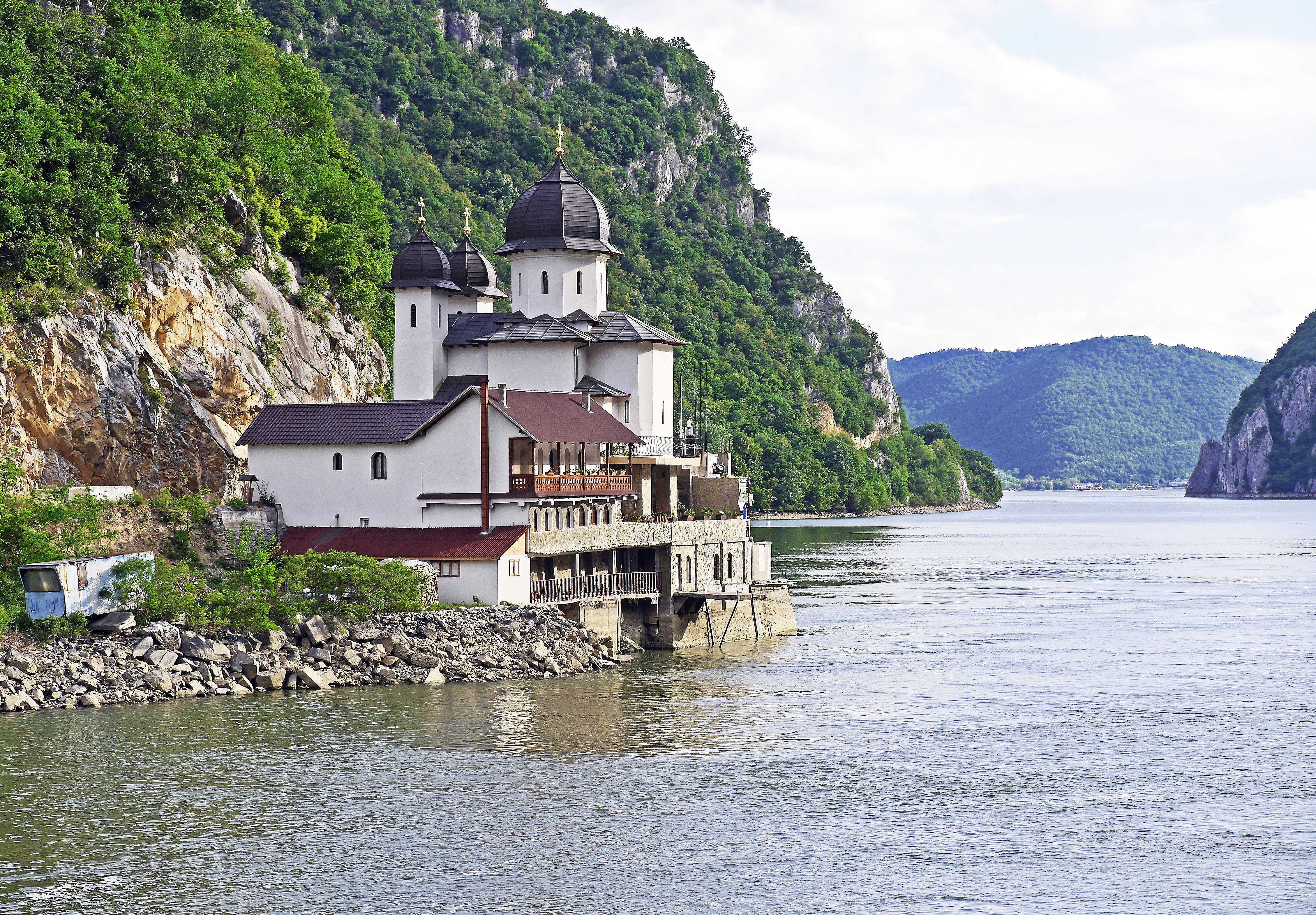
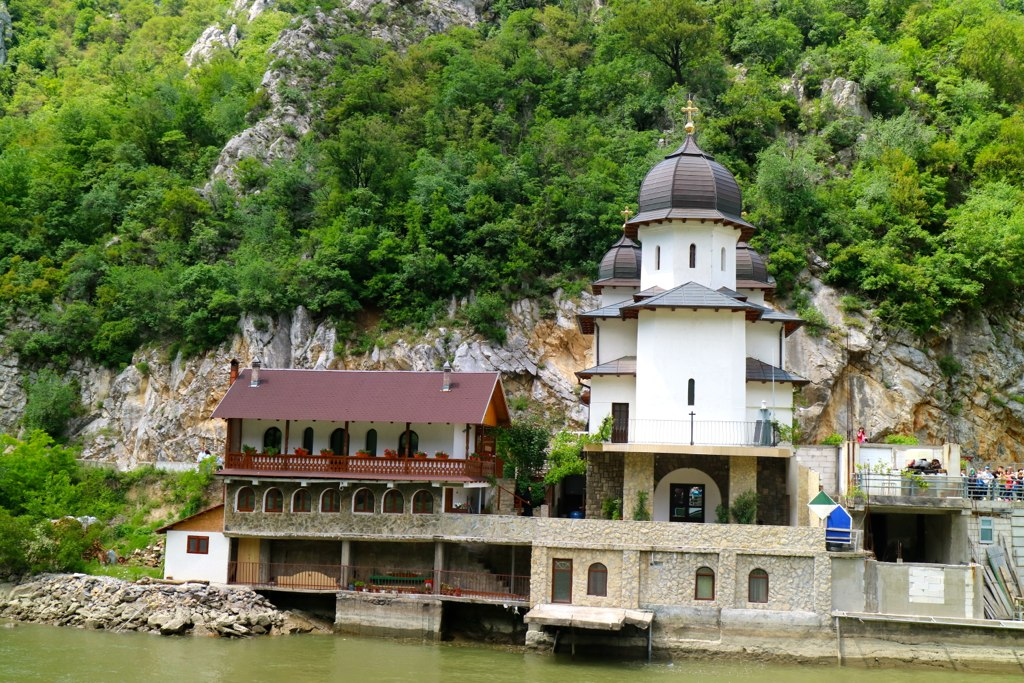
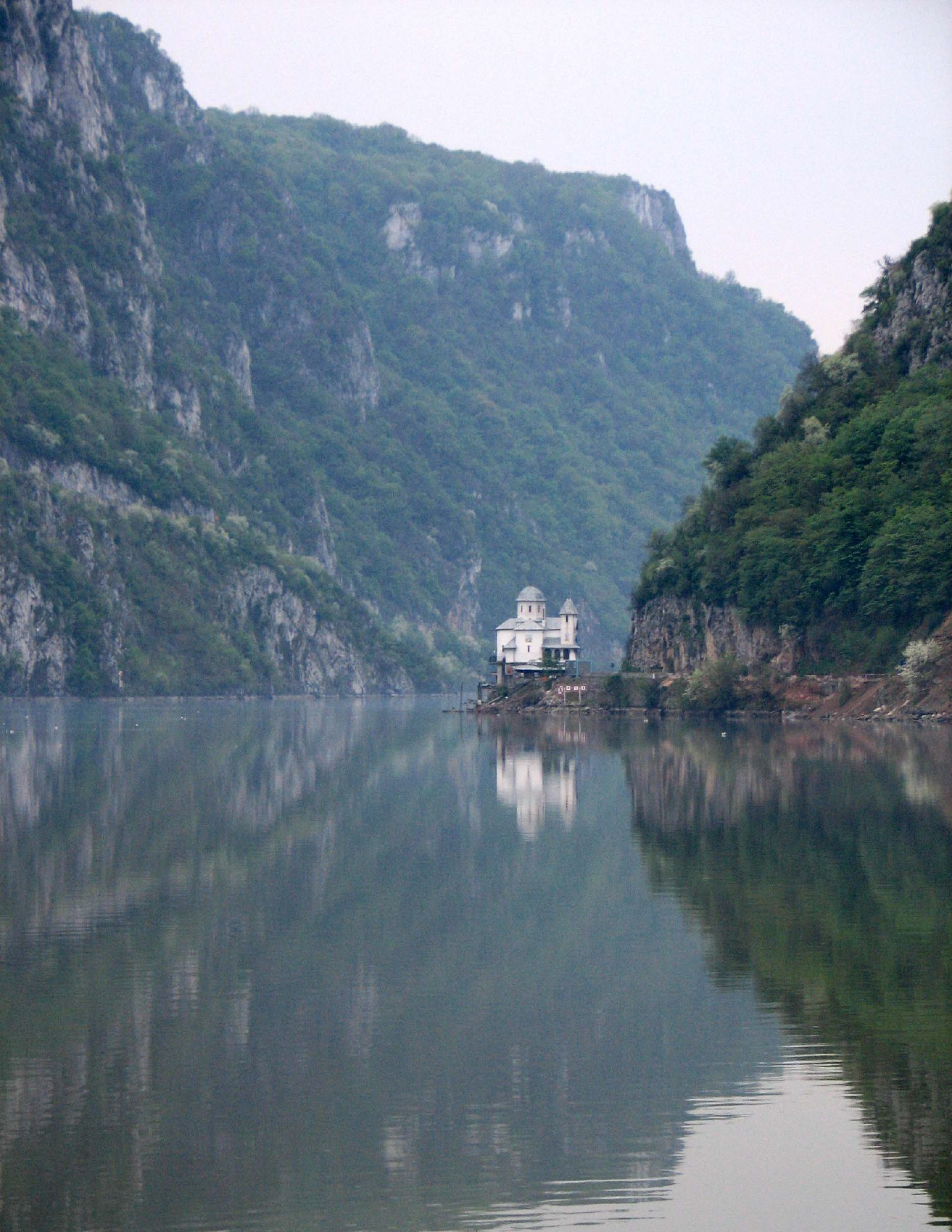